# 艾德加·米切尔
艾德加·迪恩·米切尔（英語：Edgar Dean Mitchell，1930年9月17日—2016年2月4日）曾是一位美国国家航空航天局的宇航员，执行过阿波罗14号任务。执行阿波罗14号任务时，米切尔成为了第六个踏上月球的人。

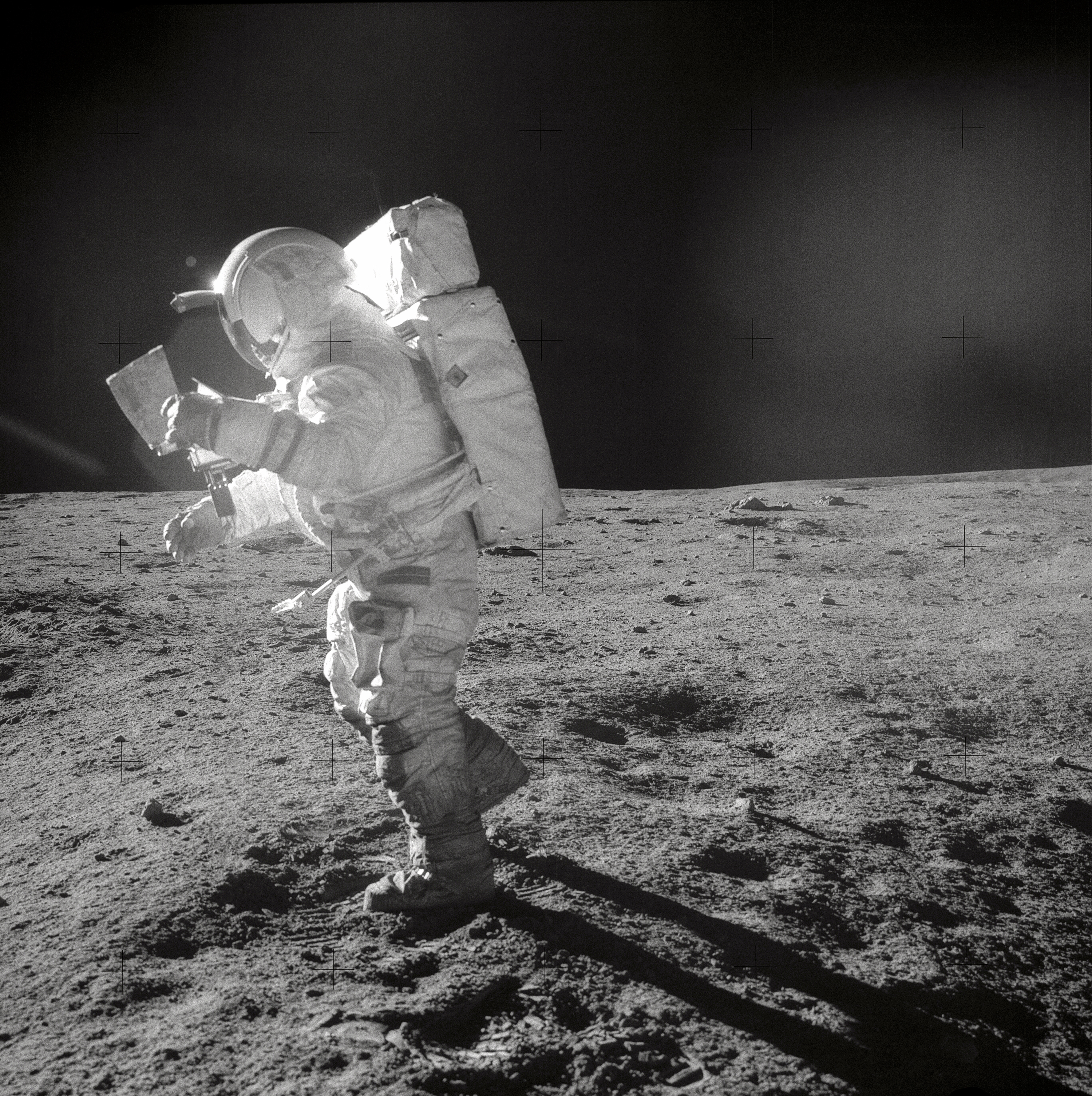
米切尔在月球表面上讀地圖，1971年2月6日

## 參見

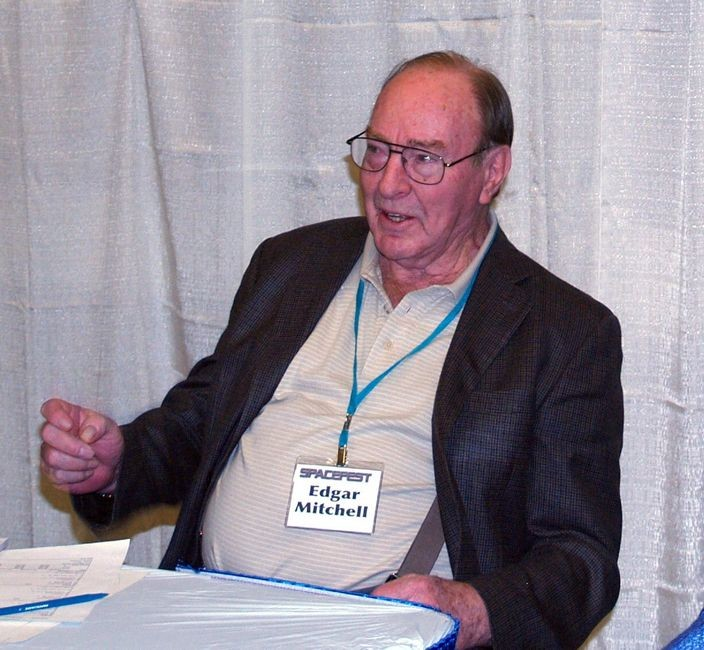
艾德加·米切尔，2009年